# Grzyby głowniowe
Grzyby głowniowe (Ustilaginomycotina R. Bauer, Begerow, J.P. Samp., M. Weiss & Oberw.) – wyróżniany w niektórych systemach klasyfikacyjnych podtyp podstawczaków (Basidiomycota). Są pasożytami głównie roślin okrytozalążkowych, zwłaszcza jednoliściennych.

## Charakterystyka
Grzyby tworzące dwie formy życiowe; haploidalną, podobną do drożdży i będącą saprotrofem, oraz dikariotyczną, będąca pasożytem bezwzględnym roślin. Formę haploidalną można hodować na sztucznych podłożach, grzybnia dikariotyczna rozwija się tylko wewnątrz żywych roślin. Jej strzępki rozwijają się zazwyczaj pomiędzy komórkami żywiciela, rzadko tylko wewnątrz komórek. Są cienkie, bezbarwne i podzielone różnego rodzaju przegrodami – od prostych bez otworów, poprzez proste z otworami aż po dolipory z kapturkami i bez kapturków. Rozmnażają się za pomocą ustilospor pełniących również funkcję przetrwalników. Kiełkujące ustilospory zazwyczaj tworzą przedgrzybnię, rozwojowo odpowiadająca podstawce. Z przedgrzybni wyrastają, w liczbie od kilku do nawet 50, haploidalne sporydia. Nie są one odpowiednikami bazydiospor, gdyż nie dokonują samodzielnie infekcji. Mogą się natomiast somatogamicznie łączyć i dopiero powstały po tym połączeniu dikarion może dokonać infekcji. U niektórych gatunków rozwój przebiega inaczej. Nie powstają sporydia, natomiast łączą się z sobą fizjologicznie zróżnicowane (+) i (-) komórki tej samej strzępki, lub komórki przedgrzybni wyrosłe z sąsiadujących z sobą ustiloospor. W wyniku tego powstaje dikariotyczna grzybnia.
57% gatunków pasożytuje na przedstawicielach rodziny wiechlinowatych (Poaceae), 12% na ciborowatych (Cyperaceae). Wywołują u nich grzybowe choroby roślin zwane głowniami i śnieciami. Mogą infekować tylko młode tkanki roślin. Ustilospory mogą zainfekować kiełki nasion tylko wtedy, gdy znajdą się na powierzchni nasion i kiełkują równocześnie z nimi. Niektóre gatunki mogą infekować młode, boczne pędy traw, inne wnikają do żywiciela przez znamię słupka (np. Ustilago tritici).

## Systematyka
W klasyfikacji według Index Fungorum do podtypu Ustilaginomycotina należą 3 klasy:
- Ustilaginomycetes R. Bauer, Oberw. & Vánky 1997 – głowniaki
- Exobasidiomycetes Begerow, Stoll & R. Bauer 2007 – płaskosze
- Malasseziomycetes Denchev & T. Denchev 2014